# Hoplolabis amseliana
Hoplolabis amseliana là một loài ruồi trong họ Limoniidae. Chúng phân bố ở miền Cổ bắc.